# Eviota queenslandica
Eviota queenslandica es una especie de peces de la familia de los Gobiidae en el orden de los Perciformes.

## Morfología
Los machos pueden llegar a alcanzar los 2,4 cm de longitud total.

## Distribución geográfica
Se encuentra desde el suroeste de Tailandia hasta Vanuatu, el sur de Taiwán, el sur de la Gran Barrera de Coral y Tonga.

## Observaciones
Es inofensivo para los humanos.